# Moviment d'Alliberament del Congo
El Moviment d'Alliberament del Congo, MAC (Mouvement de Libération Congolais (MLC) és un partit polític de la República Democràtica del Congo (Kinshasa), considerat prougandès, liderat per l'empresari congolès Jean-Pierre Bemba, que controla la província fronterera amb la República Centreafricana.